# Gesine Schiel
Gesine Schiel (29 de marzo de 1976) es una deportista alemana que compitió en esgrima, especialista en la modalidad de florete.
Ganó una medalla de bronce en el Campeonato Mundial de Esgrima de 1997 y  una medalla de plata en el Campeonato Europeo de Esgrima de 1998, ambas en la prueba por equipos.

## Palmarés internacional
| Campeonato Mundial | Campeonato Mundial          | Campeonato Mundial | Campeonato Mundial  |
| Año                | Lugar                       | Medalla            | Prueba              |
| ------------------ | --------------------------- | ------------------ | ------------------- |
| 1997               | Ciudad del Cabo (Sudáfrica) | Medalla de bronce  | Florete por equipos |
| Campeonato Europeo |                             |                    |                     |
| Año                | Lugar                       | Medalla            | Prueba              |
| 1998               | Plovdiv (Bulgaria)          | Medalla de plata   | Florete por equipos |